# Bombylius olsufjevi
Bombylius olsufjevi är en tvåvingeart som beskrevs av Paramonov 1940. Bombylius olsufjevi ingår i släktet Bombylius och familjen svävflugor. Inga underarter finns listade i Catalogue of Life.